# 東105街車站
東105街車站（英語：East 105th Street station）是紐約地鐵BMT卡納西線的地面地鐵站，位於布魯克林卡納西弗斯特大道及法拉吉特路，設有L線（任何時候停站）列車服務。

## 車站結構
| M                  | 夾層                          | 閘機、車站詢問處 |
| G 地面/ 月台層     |                               |                  |
| 南行               | 往卡納西-洛克威公園道（總站） |                  |
| 島式月台，左側開門 |                               |                  |
| 北行               | 往第八大道（新地段大道）      |                  |
| 回廠軌道           | 無定期服務                    |                  |
| 街道層             | 出入口                        |                  |

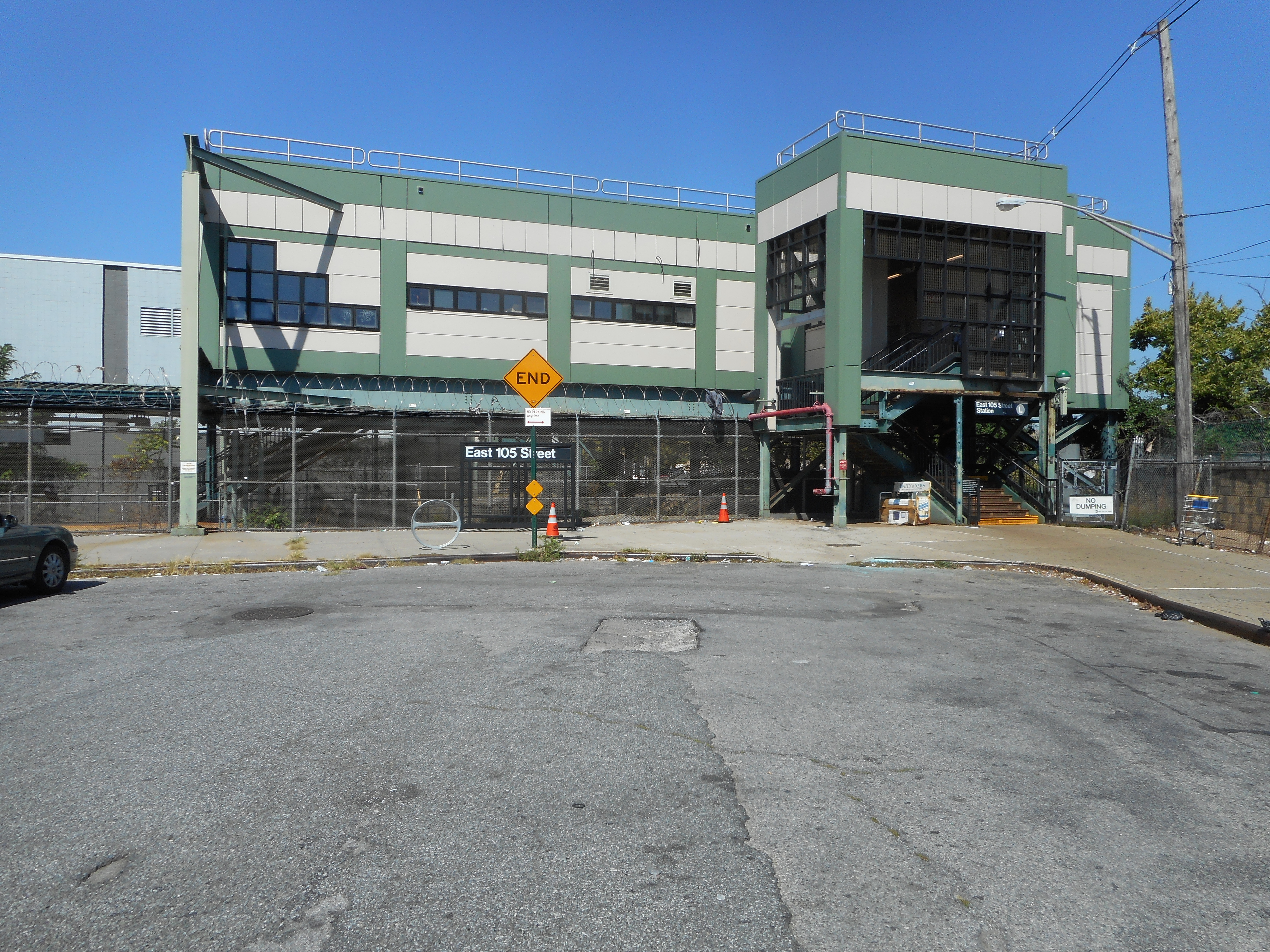
車站過去的平交道遺址

此地面車站在1906年12月28日啟用，以取代布魯克林及洛克威海灘鐵路的一個舊車站。設有一個狹窄的島式月台和三條軌道。月台只有一張單側座椅，服務中央軌道（曼哈頓方向）和北軌道（洛克威公園方向）。最南端軌道是止衝擋軌道，前往卡納西車廠。車站分別在1970年代和2005年兩度改建。
紐約地鐵唯一的平交道，也是東105街過去跨過卡納西線的地方，在1970年代取消，位於現時車站屋的位置。該平交道在1972年8月28日至1973年8月6日之間取消，而實際關閉日期仍有爭議。
MTA仍稱此站位於特恩布爾大道，一條沿軌道行走但不再存在的泥路。特恩布爾大道的一部分位於車站東北方，是一條行車路，在路線東南由史丹利大道/東108街到東105街車站的車站屋前。

## 外部連結
- nycsubway.org—BMT Canarsie Line: East 105th Street
- Station Reporter — L Train
- The Subway Nut — East 105th Street Pictures （页面存档备份，存于）
- MTA's Arts For Transit — East 105th Street (BMT Canarsie Line)
- Entrance from Google Maps Street View
- Platform from Google Maps Street View